# Oradour-Fanais
Pour les articles homonymes, voir Oradour.
Oradour-Fanais (Orador-Fanès en marchois, dialecte occitan) est une commune française, située dans le département de la Charente (région Nouvelle-Aquitaine).
Ses habitants sont les Radounaux.

## Géographie

### Localisation et accès
Occupant l'angle nord-est du canton de Confolens-Sud, la commune d'Oradour-Fanais est la plus au nord de tout le département, et la plus éloignée d'Angoulême, dont elle est distante de 71 km.
Commune de la Charente limousine, elle est à la fois limitrophe des départements de la Vienne et de la Haute-Vienne.
Le bourg d'Oradour-Fanais est à 15 km au nord-est de Confolens. Il est aussi à 21 km de Bellac, 49 km de Limoges et 62 km de Poitiers.
La principale voie de communication est la D 29, route de Chabrac à Oradour, qui rejoint la D 951, route d'Angoulême à Guéret par Confolens et Bellac, route Centre-Europe Atlantique, passant au sud de la commune.

### Hameaux et lieux-dits
Les principaux hameaux sont : Poumailloux, au sud-est de la commune ; Jouvignac, près de la source du ruisseau qui a pris son nom ; la Télardière, sur la route d'Abzac ; Chez Jouannaud, dans le sud-ouest ; les Broues, à l'ouest ; la Betoulle, près de la Blourde ; Chez Terrier, près du bourg ; Marcillac ; Le Mas de Fongrive, dans le nord-est; la Manière, dans le nord-ouest ; la Châtre, sur la route de Brillac, etc.

### Communes limitrophes
|       | Asnières-sur-Blour (Vienne) |                          |
| Abzac | Oradour-Fanais              | Gajoubert (Haute-Vienne) |
|       | Brillac                     |                          |

### Géologie et relief
Comme toute cette partie nord-est du département de la Charente qu'on appelle la Charente limousine, la commune se trouve sur le plateau du Limousin, partie occidentale du Massif central, composé de roches cristallines et métamorphiques, relique de la chaîne hercynienne.
Le sol de la commune est principalement composé de diorite. La partie sud-est couverte de roche détritique issue de l'érosion du socle, ainsi que l'ouest, entre Marcillac et les Broues,,.
La commune occupe un plateau d'altitude moyenne 200 m. Les altitudes s'étagent entre 178 m, à la sortie de la Blourde au nord de la commune, et 239 m, à l'extrémité sud-est.

### Hydrographie

#### Réseau hydrographique
La commune est située dans la région hydrographique de « la Loire de la Vienne (c) à la Maine (nc) », une partie du Bassin de la Loire, au sein du Bassin Loire-Bretagne. Elle est drainée par la Blourde, l'Age, le Marcillac, le Mas de Fontgrive, le Jouvignac et par divers petits cours d'eau, qui constituent un réseau hydrographique de 29 km de longueur totale,.
Elle appartient au bassin de la Vienne par un des affluents de cette rivière, la Blourde, qui vient de la commune de Brillac, traverse toute la commune du sud au nord, y reçoit deux affluents, les ruisseaux de Jovignac et de Marcillac, et va rejoindre la Vienne au-delà de l'Isle-Jourdain.
Le bourg d'Oradour est situé sur la Blourde.

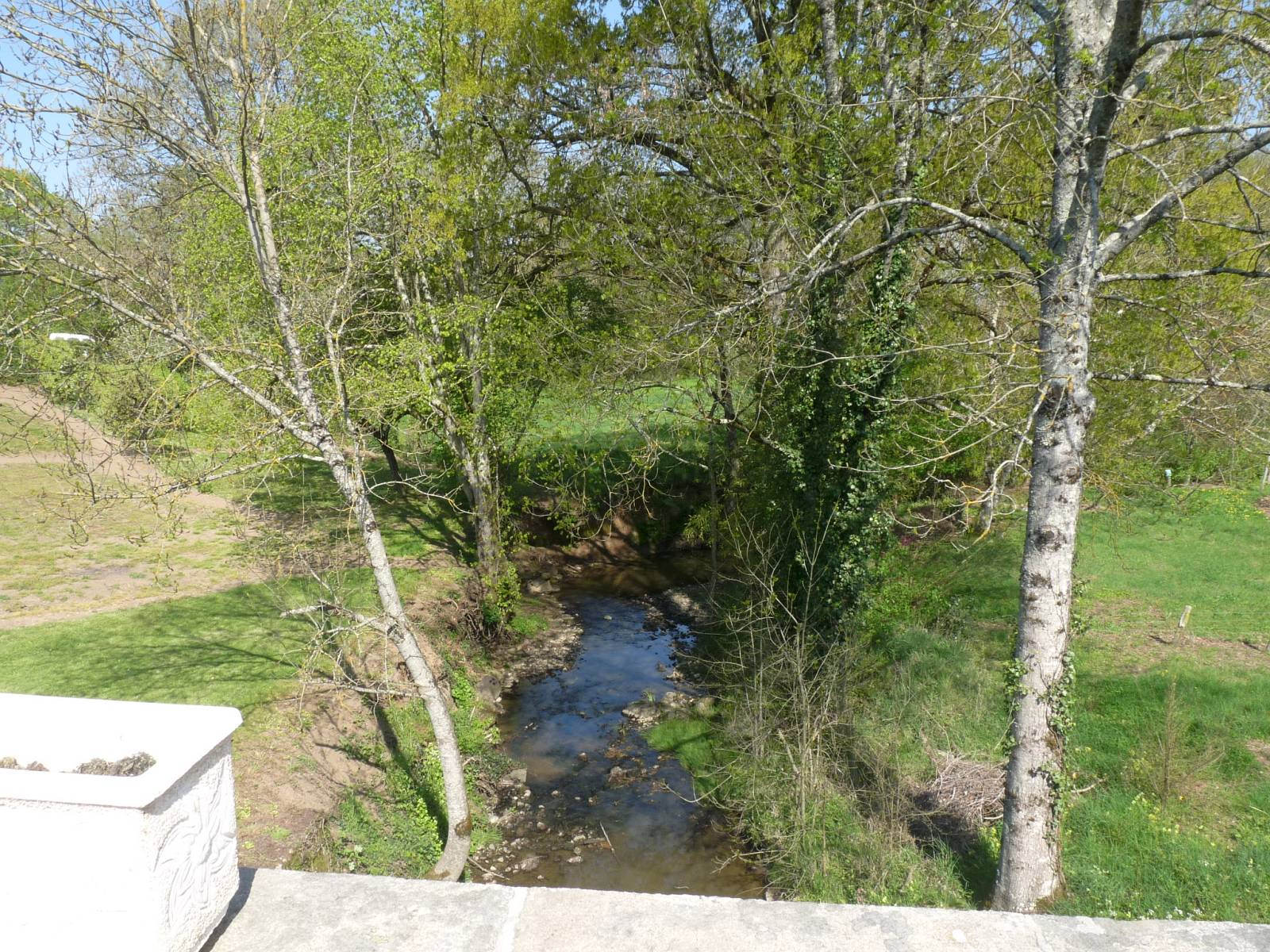
La Blourde au pont d'Oradour-Fanais.
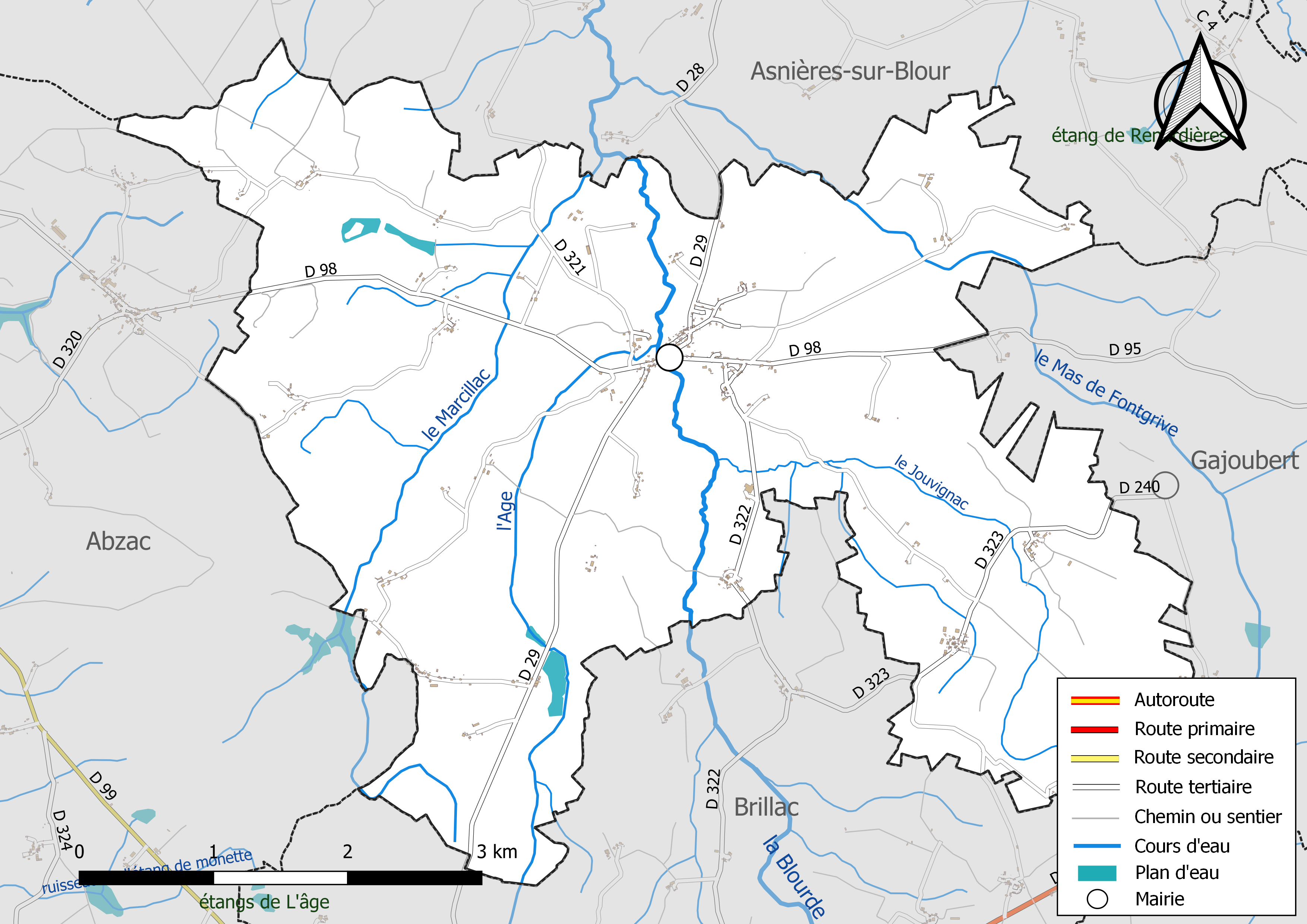
Réseaux hydrographique et routier d'Oradour-Fanais

#### Gestion des eaux
Le territoire communal est couvert par le schéma d'aménagement et de gestion des eaux (SAGE) « Vienne ». Ce document de planification, dont le territoire correspond au bassin du bassin de la Vienne, d'une superficie de 7 060 km2, a été approuvé le 1er juin 2006. La structure porteuse de l'élaboration et de la mise en œuvre est l'établissement public territorial de bassin Vienne. Il définit sur son territoire les objectifs généraux d’utilisation, de mise en valeur et de protection quantitative et qualitative des ressources en eau superficielle et souterraine, en respect des objectifs de qualité définis dans le troisième SDAGE  du Bassin Loire-Bretagne qui couvre la période 2022-2027, approuvé le 18 mars 2022.

### Climat
Le climat est océanique dégradé. C'est celui de la Charente limousine, plus humide et plus frais que celui du reste du département.

## Urbanisme

### Typologie
Au 1er janvier 2024, Oradour-Fanais est catégorisée commune rurale à habitat très dispersé, selon la nouvelle grille communale de densité à 7 niveaux définie par l'Insee en 2022.
Elle est située hors unité urbaine. Par ailleurs la commune fait partie de l'aire d'attraction de Confolens, dont elle est une commune de la couronne,. Cette aire, qui regroupe 14 communes, est catégorisée dans les aires de moins de 50 000 habitants,.

### Occupation des sols
L'occupation des sols de la commune, telle qu'elle ressort de la base de données européenne d’occupation biophysique des sols Corine Land Cover (CLC), est marquée par l'importance des territoires agricoles (81,8 % en 2018), en diminution par rapport à 1990 (95,8 %). La répartition détaillée en 2018 est la suivante : 
prairies (64,2 %), forêts (17,2 %), zones agricoles hétérogènes (11 %), terres arables (6,6 %), zones urbanisées (1 %). L'évolution de l’occupation des sols de la commune et de ses infrastructures peut être observée sur les différentes représentations cartographiques du territoire : la carte de Cassini (XVIIIe siècle), la carte d'état-major (1820-1866) et les cartes ou photos aériennes de l'IGN pour la période actuelle (1950 à aujourd'hui).

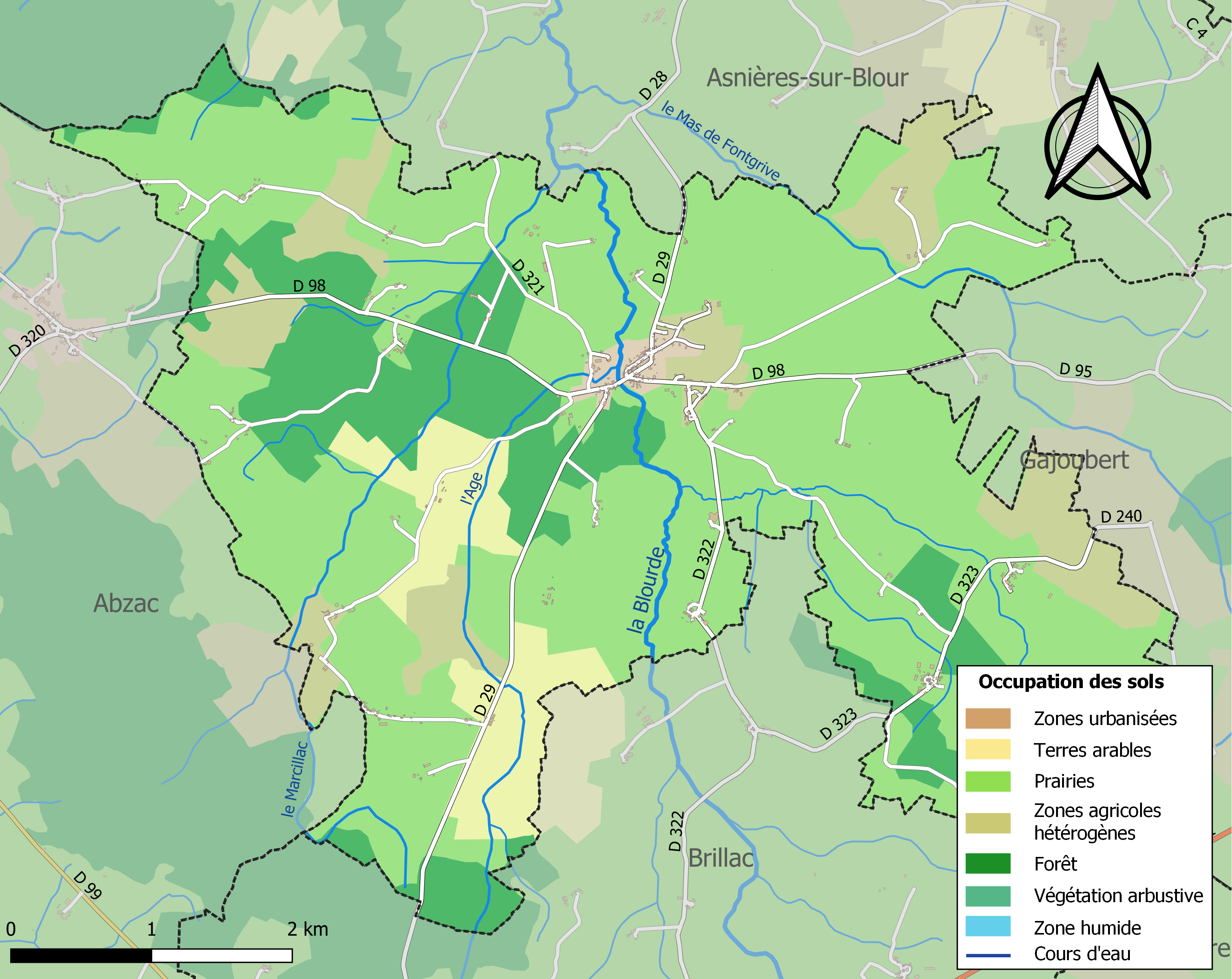
Carte des infrastructures et de l'occupation des sols de la commune en 2018 (CLC).

### Risques majeurs
Le territoire de la commune d'Oradour-Fanais est vulnérable à différents aléas naturels : météorologiques (tempête, orage, neige, grand froid, canicule ou sécheresse) et séisme (sismicité faible). Il est également exposé à un risque technologique, le transport de matières dangereuses, et à un risque particulier : le risque de radon. Un site publié par le BRGM permet d'évaluer simplement et rapidement les risques d'un bien localisé soit par son adresse soit par le numéro de sa parcelle.

#### Risques naturels

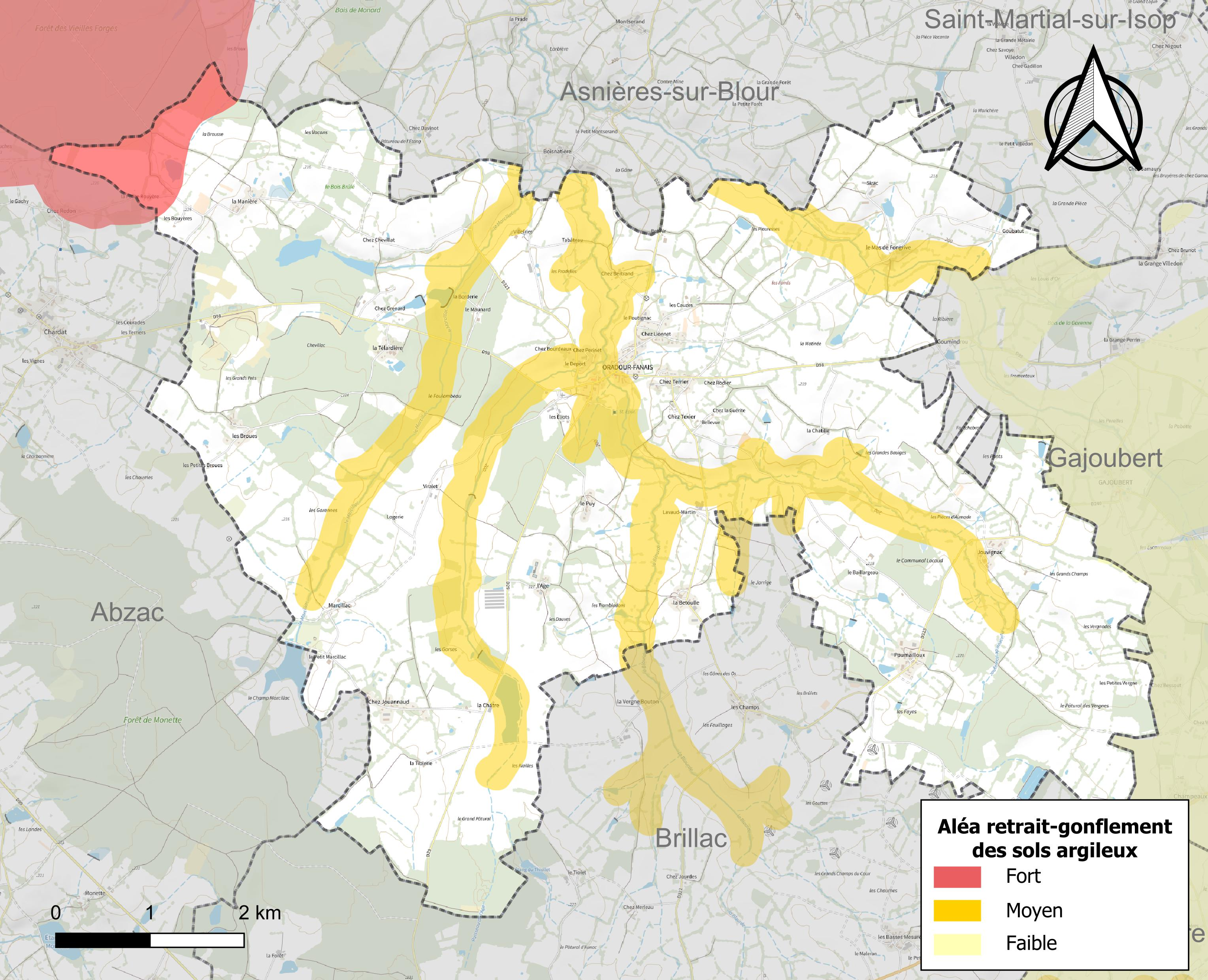
Carte des zones d'aléa retrait-gonflement des sols argileux d'Oradour-Fanais.

Le retrait-gonflement des sols argileux est susceptible d'engendrer des dommages importants aux bâtiments en cas d’alternance de périodes de sécheresse et de pluie. 20,5 % de la superficie communale est en aléa moyen ou fort (67,4 % au niveau départemental et 48,5 % au niveau national). Sur les 219 bâtiments dénombrés sur la commune en 2019, 43 sont en aléa moyen ou fort, soit 20 %, à comparer aux 81 % au niveau départemental et 54 % au niveau national. Une cartographie de l'exposition du territoire national au retrait gonflement des sols argileux est disponible sur le site du BRGM,.
Par ailleurs, afin de mieux appréhender le risque d’affaissement de terrain, l'inventaire national des cavités souterraines permet de localiser celles situées sur la commune.
La commune a été reconnue en état de catastrophe naturelle au titre des dommages causés par les inondations et coulées de boue survenues en 1982, 1983 et 1999. Concernant les mouvements de terrains, la commune a été reconnue en état de catastrophe naturelle au titre des dommages causés par la sécheresse en 2011 et par des mouvements de terrain en 1999.

#### Risques technologiques
Le risque de transport de matières dangereuses sur la commune est lié à sa traversée par une ou des infrastructures routières ou ferroviaires importantes ou la présence d'une canalisation de transport d'hydrocarbures. Un accident se produisant sur de telles infrastructures est susceptible d’avoir des effets graves sur les biens, les personnes ou l'environnement, selon la nature du matériau transporté. Des dispositions d’urbanisme peuvent être préconisées en conséquence.

#### Risque particulier
Dans plusieurs parties du territoire national, le radon, accumulé dans certains logements ou autres locaux, peut constituer une source significative d’exposition de la population aux rayonnements ionisants. Certaines communes du département sont concernées par le risque radon à un niveau plus ou moins élevé. Selon la classification de 2018, la commune d'Oradour-Fanais est classée en zone 3, à savoir zone à potentiel radon significatif.

## Toponymie

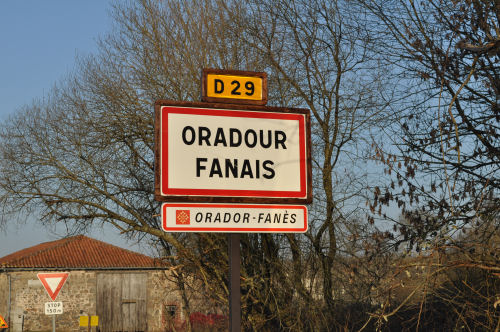
Panneau bilingue à Oradour-Fanais.

Les formes anciennes sont Oratorio au XIIIe siècle, Oratorio Foenoso.
L'origine du nom d'Oradour est le mot latin oratorium qui signifie « oratoire », lieu consacré à la prière, ce qui a donné orador en occitan. Le mot Fanais vient du latin foenum, « foin », et du suffixe -aceum[Quoi ?], origine aussi du mot français fenaison. En effet, la vallée de la Blourde est riche en herbages.

### Langue
La commune est dans la partie occitane de la Charente qui en occupe le tiers oriental, et le dialecte est marchois.
Elle se nomme Orador-Fanès en occitan.

## Histoire
Sous l'Ancien Régime, Oradour-Fanais faisait partie de la sénéchaussée de Basse-Marche, dont le chef-lieu était Le Dorat (aujourd'hui en Haute-Vienne).
Marcillac était le siège d'une seigneurie. En 1311, Aymeric de Marcillac se voit concéder par son suzerain, Audemer d'Archiac, chevalier, l'exploitation de la forêt de Savenne. En 1610, Marcillac est possédé par Jean de Gransaigne, guidon de la compagnie des gendarmes de la reine, puis lieutenant du roi en Languedoc, qui meurt en 1653, puis à Jean de Mosnard, sieur de La Rie. Au XVIIIe siècle la terre de Marcillac passe à Nicolas de Marcillac d'Oradour, seigneur du Mosnard et du Mas Marteau, écuyer, conseiller du roi, receveur des Finances pour l'élection de Confolens, puis en 1798 à Jean Babaud de Marcillac,.
Les plus anciens registres paroissiaux remontent à 1668.

## Administration

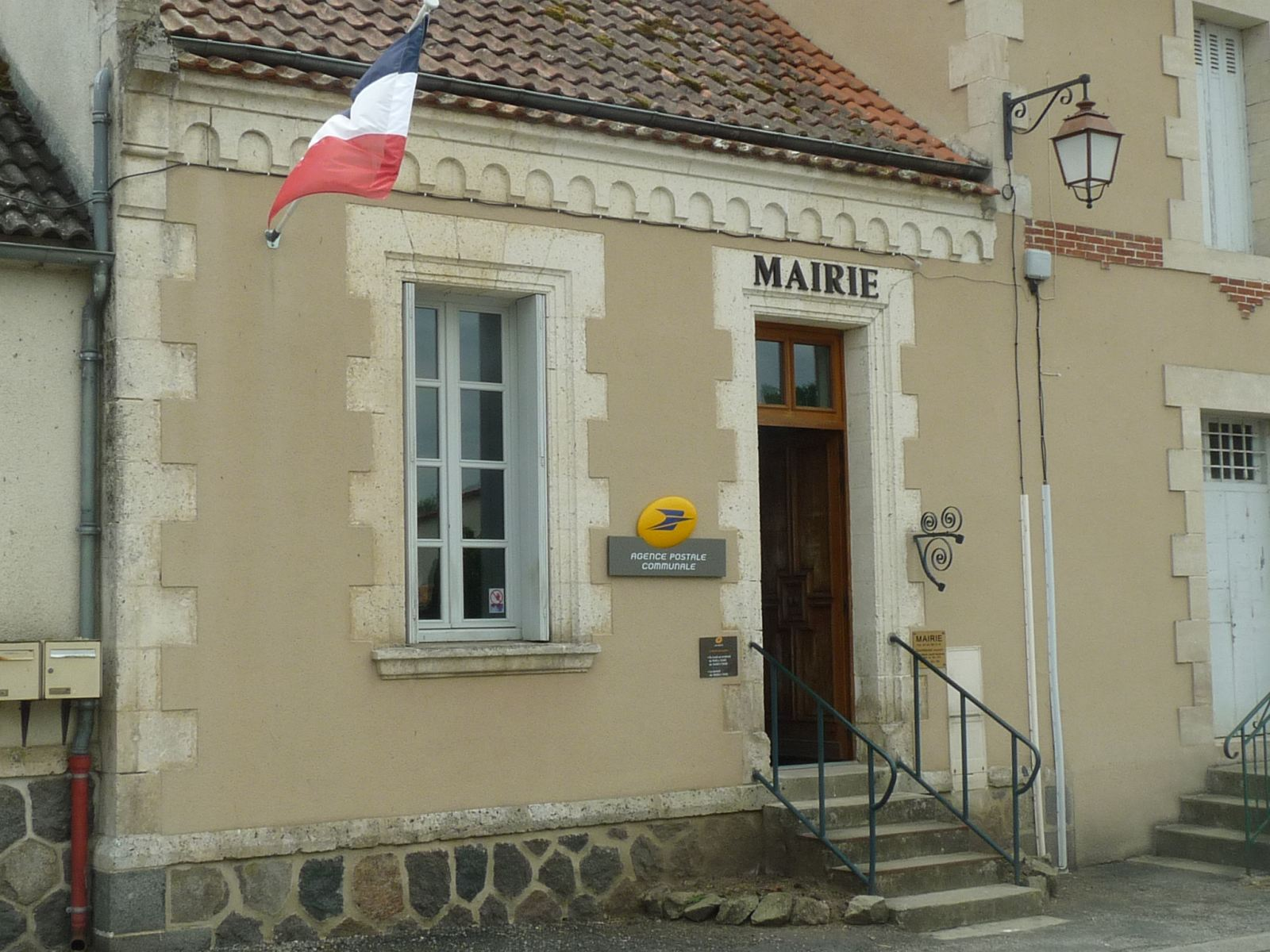
La mairie.

| Période                                  | Période  | Identité       | Étiquette | Qualité               |
| ---------------------------------------- | -------- | -------------- | --------- | --------------------- |
| Les données manquantes sont à compléter. |          |                |           |                       |
| avant 1988                               | ?        | Raymond Guinet |           |                       |
| depuis 1991                              | 2020     | Roland Telmar  | PCF       | Agriculteur céréalier |
| 2020                                     | En cours | Patrick Soury  |           |                       |

## Démographie

### Évolution démographique
L'évolution du nombre d'habitants est connue à travers les recensements de la population effectués dans la commune depuis 1793. Pour les communes de moins de 10 000 habitants, une enquête de recensement portant sur toute la population est réalisée tous les cinq ans, les populations de référence des années intermédiaires étant quant à elles estimées par interpolation ou extrapolation. Pour la commune, le premier recensement exhaustif entrant dans le cadre du nouveau dispositif a été réalisé en 2006.

En 2022, la commune comptait 341 habitants, en évolution de −14,11 % par rapport à 2016 (Charente : −0,48 %, France hors Mayotte : +2,11 %).
| 1793 | 1800 | 1806 | 1821 | 1831 | 1841 | 1846 | 1851 | 1856 |
| ---- | ---- | ---- | ---- | ---- | ---- | ---- | ---- | ---- |
| 970  | 922  | 952  | 926  | 887  | 910  | 914  | 878  | 894  |

| 1861 | 1866 | 1872 | 1876 | 1881 | 1886 | 1891 | 1896 | 1901 |
| ---- | ---- | ---- | ---- | ---- | ---- | ---- | ---- | ---- |
| 862  | 856  | 833  | 885  | 904  | 911  | 849  | 871  | 848  |

| 1906 | 1911 | 1921 | 1926 | 1931 | 1936 | 1946 | 1954 | 1962 |
| ---- | ---- | ---- | ---- | ---- | ---- | ---- | ---- | ---- |
| 850  | 850  | 761  | 749  | 712  | 704  | 595  | 599  | 554  |

| 1968 | 1975 | 1982 | 1990 | 1999 | 2006 | 2011 | 2016 | 2021 |
| ---- | ---- | ---- | ---- | ---- | ---- | ---- | ---- | ---- |
| 475  | 407  | 375  | 340  | 342  | 361  | 384  | 397  | 363  |

| 2022 | - | - | - | - | - | - | - | - |
| ---- | - | - | - | - | - | - | - | - |
| 341  | - | - | - | - | - | - | - | - |

### Pyramide des âges
La population de la commune est relativement âgée.
En 2018, le taux de personnes d'un âge inférieur à 30 ans s'élève à 27 %, soit en dessous de la moyenne départementale (30,2 %). À l'inverse, le taux de personnes d'âge supérieur à 60 ans est de 40,7 % la même année, alors qu'il est de 32,3 % au niveau départemental.
En 2018, la commune comptait 190 hommes pour 212 femmes, soit un taux de 52,74 % de femmes, légèrement supérieur au taux départemental (51,59 %).
Les pyramides des âges de la commune et du département s'établissent comme suit.
| Hommes | Classe d’âge | Femmes |
| ------ | ------------ | ------ |
| 1,6    | 90 ou +      | 1,4    |
| 10,6   | 75-89 ans    | 11,9   |
| 27,6   | 60-74 ans    | 28,2   |
| 18,6   | 45-59 ans    | 17,7   |
| 14,9   | 30-44 ans    | 13,4   |
| 10,7   | 15-29 ans    | 10,5   |
| 16,0   | 0-14 ans     | 16,8   |

| Hommes | Classe d’âge | Femmes |
| ------ | ------------ | ------ |
| 1      | 90 ou +      | 2,7    |
| 9,2    | 75-89 ans    | 12     |
| 20,6   | 60-74 ans    | 21,3   |
| 20,7   | 45-59 ans    | 20,3   |
| 16,8   | 30-44 ans    | 16     |
| 15,6   | 15-29 ans    | 13,4   |
| 16,1   | 0-14 ans     | 14,3   |

## Économie
Multirural sur la commune avec station AVIA gaz, dépôt de pain, épicerie bar.

## Équipements, services et vie locale

### Enseignement
L'école maternelle à classe unique (requalifiée primaire à la rentrée 2009 pour le double niveau GS-CP lors de l'année scolaire 2009-2010) fait partie du regroupement pédagogique intercommunal (RPI), Boreall (acronyme des communes composant le SIVOS : Brillac, Oradour-Fanais, Esse, Abzac, Lessac et Lesterps) regroupant les autres écoles des communes de Brillac pour la maternelle, d'Abzac de Lesterps et Lessac pour l'élémentaire. Le secteur du collège est Confolens,.

### Vie associative
Il existe plusieurs clubs sportifs, l'Étoile sportive, la Gardèche d'Oradour, la Société de chasse et ESO - Football ainsi qu'un comité des fêtes et un club de 3e âge.

## Lieux et monuments

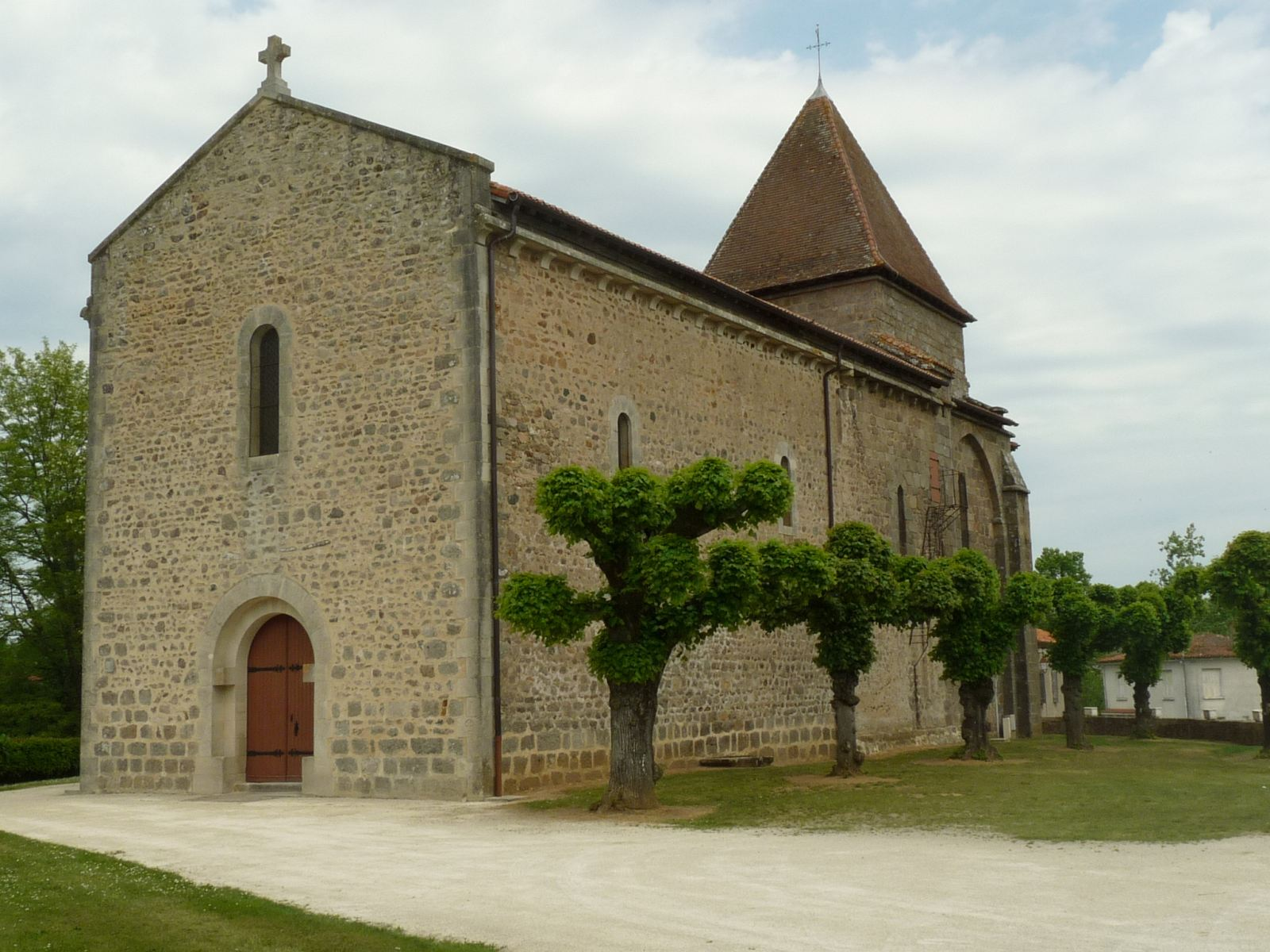
La façade et le clocher de l'église.

- Église paroissiale Saint-Martin : prieuré-cure de l'ancien diocèse de Limoges et dépendant de l'abbaye de Lesterps. De style roman, du type limousin à coupoles, elle est très ancienne ; on peut en faire remonter la construction au XIe siècle, peut-être même au Xe siècle. Elle comprend une nef à trois travées, une abside gracieuse et une coupole élancée, bien éclairée. L'abside, la coupole et l'une des travées de la nef sont en granit. L'abside est éclairée par trois fenêtres. Les deux autres travées ont été reconstruites en 1901 et 1902 et, bizarrement non faites en granit, mais en pierre de taille calcaire du Poitou[32]. Elle est classée monument historique depuis le 22 août 1921[43].
- Fontaine Saint-Martin.

## Personnalités liées à la commune
- Philippe Le Borhle de Grandpré (né en 1748), curé d'Oradour-Fanais, député du clergé de la Basse-Marche aux États généraux de 1789.